# Johann von Ahlen
Johann von Ahlen (bl. um 1400) war Weihbischof in Köln.
Der wohl aus Ahlen stammende Augustiner war Titularbischof von Cyrene und fungierte unter Erzbischof Friedrich III. von Saarwerden als Weihbischof.